# Journées du 31 mai et du 2 juin 1793

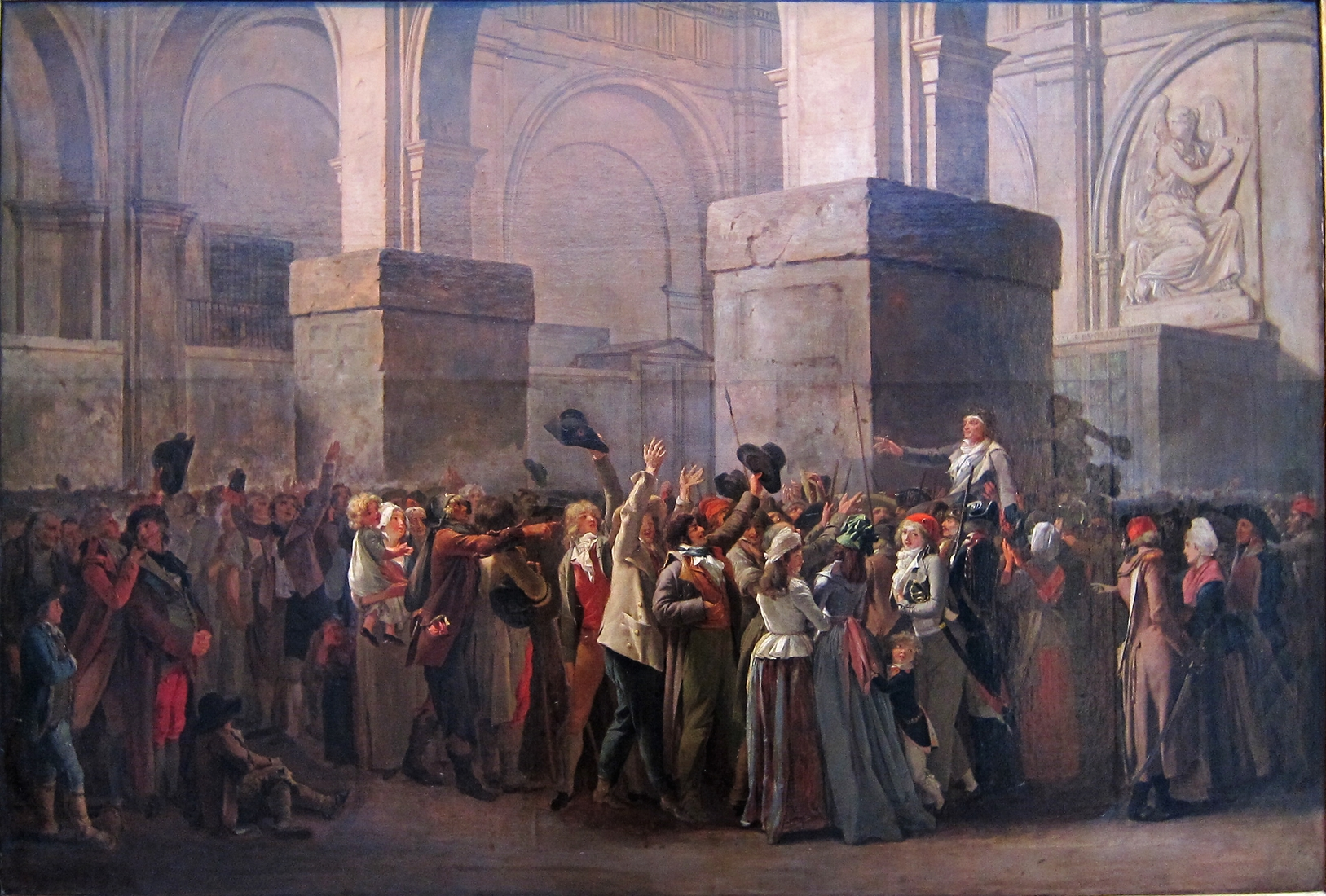
Journées du 31 mai et du 2 juin 1793.

Journées du 31 mai et du 2 juin 1793 var en statskupp som ägde rum i Paris i Frankrike mellan den 31 maj och den 2 juni 1793.
Efter stormningen av Tuilerierna inleddes en utveckling som slutade med avskaffandet av den konstitutionella monarkin 1792. En instabil politisk period följde. Den före detta kungen avrättades i januari 1793. Jakobinerna inledde i maj en kupp mot girondisterna, som slutade med att girondisterna rensades ur nationalkonventet, parlamentarismen avskaffades, makten tillföll Välfärdsutskottet och skräckväldet inleddes. 